# Grigore Agaparian
Grigore Agaparian (n. 1817 – d. 1898) a fost un teolog armean, care a îndeplinit rangul de episcop al Bisericii Armene din Basarabia.
Timp de doi ani, a fost cîntăreț la Hîncești. Ulterior a devenit rector al Academiei de Teologie și scriitor duhovnicesc.
În anul 1898, pe cînd se afla în drum spre Ecimiadzin, centrul spiritual al Bisericii Armene Gregoriene, își pierde viața, trăsura în care călătorea răsturnîndu-se.